# Tagschläfer
Die Tagschläfer (Nyctibius) sind eine Vogelgattung in der gleichnamigen Familie der Tagschläfer (Nyctibiidae) innerhalb der Ordnung Nyctibiiformes. Diese Gattung umfasst sechs Arten. Die nachtaktiven Tagschläfer bewohnen Wälder und offene Waldgebiete in Mittel- und Südamerika und auf den Antillen.

## Merkmale
Tagschläfer sind mit 24 bis 60 cm recht große Vögel mit gedrungenen Körpern und runden, fast überdimensioniert wirkenden Köpfen. Die Augen sind aufgrund der nachtaktiven Lebensweise auffällig groß. Ein weiteres herausstechendes Merkmal ist der sehr weite und breite Schnabelspalt mit einem kurzen aber spitzen Schnabel; dieses Merkmal ist allen Arten gemein und weist auf die vorherrschende Jagdmethode, die Flugjagd nach Großinsekten, hin. Die Beine sind kurz und wirken schwach, besitzen jedoch kräftige, flache Zehen, mit denen sich die Vögel gut an ihren Ruheorten festhalten können. Charakteristisch ist das gesprenkelte oder gefleckte, vor allem in Braun-, Grau- und Weiß-Tönen gehaltene Gefieder, das den Vögeln während des Tages eine hervorragende Tarnung verleiht. Zwischen den Geschlechtern besteht kein ausgeprägter Geschlechtsdimorphismus. Grundsätzlich gibt es wenige herausragende morphologische Unterschiede zwischen den Arten. In der Regel werden sie anhand von Größe, geografischer Verbreitung, Details der Färbung des Gefieders oder ihren Lautäußerungen unterschieden.

## Verhalten
Während des Tages ruhen Tagschläfer aufrecht und fast bewegungslos auf Baumstümpfen oder abgebrochenen Ästen und sehen durch ihr Gefieder wie ein Bestandteil ihres Sitzplatzes aus. Bei Gefahr nehmen die meisten Arten eine noch besser getarnte, völlig gestreckte Haltung mit angelegtem Gefieder und geschlossenen Augen ein. Der Übergang in diese Position findet so allmählich statt, dass die Veränderung für den Beobachter nur schwer wahrnehmbar ist. Wie die Fliegenschnäpper stoßen die nachtaktiven Tagschläfer von einer Sitzwarte aus auf Insekten hinab. Einige der größeren Arten erbeuten gelegentlich auch kleine Vögel oder Fledermäuse. Außerhalb der Brutzeit führen alle Arten eine überwiegende solitäre Lebensweise. Das Weibchen legt ein einzelnes geflecktes Ei auf der Oberseite eines Baumstumpfs oder in einer Vertiefung auf einem Ast, klassische Nester bauen Tagschläfer nicht.

## Habitat und Verbreitung
Tagschläfer sind eine ausschließlich neotropische Gattung, deren Habitat vor allem immergrüne Wälder in Flachlandgebieten sind. Lediglich eine einzelne Art – der Andentagschläfer – ist ein klassischer Hochlandbewohner. Zentrum ihres Verbreitungsgebiets ist das Amazonasbecken, wo insgesamt vier Arten angetroffen werden können. Im Norden erstreckt sich das Vorkommen bis nach Mexiko, im Süden bis nach Argentinien. Des Weiteren existieren Populationen auf den Karibikinseln Hispaniola und Jamaika. Viele Vertreter der Gattung bevorzugen vom Menschen ungestörten Primärwald als Lebensraum, was es in Verbindung mit ihrer ausgezeichneten Tarnung schwierig macht, gesicherte Aussagen bezüglich ihrer Häufigkeit und ihrer Bestandsentwicklung zu treffen. Die IUCN stuft alle Tagschläferarten als „nicht gefährdet“ (least concern) ein, geht aber ebenso in allen Fällen von einem negativen Populationstrend aus.

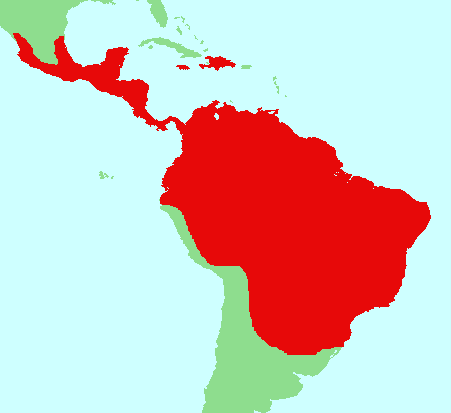
Verbreitungsgebiet der Tagschläfer

## Systematik und Entwicklungsgeschichte

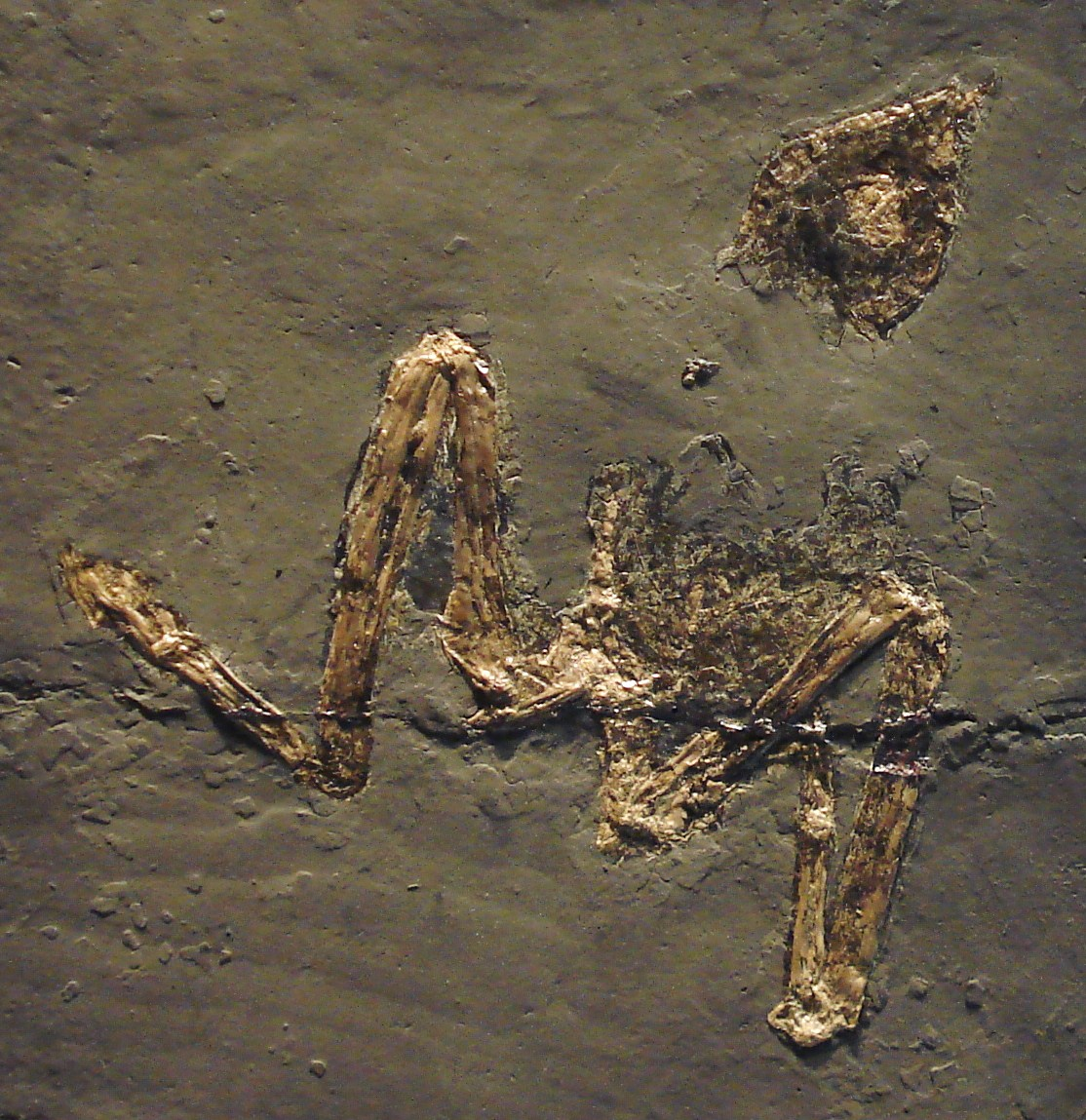
Fossil des ausgestorbenen Tagschläfers Paraprefica major, datiert auf das mittlere Eozän (Grube Messel, Deutschland)

Fossile Überreste von Tagschläfern aus dem Eozän sind aus der Grube Messel in Deutschland bekannt, wo vollständige Skelette der Gattung Paraprefica gefunden wurden. Damit gilt eine frühere Verbreitung der Familie auch in der Alten Welt als belegt.
Genetische Studien aus den 1990er-Jahren konnten eine zuvor angenommene nähere Verwandtschaft zwischen den Tagschläfern und den Fettschwalmen nicht bestätigen. Des Weiteren wurden sehr große genetische Unterschiede zwischen den einzelnen Tagschläferarten festgestellt, was auf ein hohes Alter der einzelnen Arten hindeutet. Diese Unterschiede waren so erheblich, dass innerhalb der Tagschläfer möglicherweise mehrere unentdeckte Sammelarten vorliegen könnten. Als gesichert gilt zurzeit, dass es sich sowohl bei N. maculosus und N. leucopterus als auch N. griseus und N. jamaicensis jeweils um Schwestertaxa handeln dürfte.
Neuere Untersuchungen zogen die Zugehörigkeit des Tropfentagschläfers, der bislang als basalste Art der Gattung gesehen wurde, zu Nyctibius in Zweifel. Hierfür wurden von den Forschern phylogenetische und osteologische Unterschiede angeführt, die zur Abspaltung des Tropfentagschläfers und der Errichtung der Gattung Phyllaemulor mit dem Tropfentagschläfer als einziger Art führten. Des Weiteren wurde die Familie Nyctibiidae aus der Ordnung der Schwalmartigen herausgelöst und in die neu geschaffene Ordnung Nyctibiiformes gestellt.

### Rezente Arten
- Andentagschläfer (Nyctibius maculosus)
- Langschwanz-Tagschläfer (Nyctibius aethereus)
  - N. a. aethereus
  - N. a. chocoensis
  - N. a. longicaudatus
- Mexikotagschläfer (Nyctibius jamaicensis)
  - N. j. jamaicensis
  - N. j. abbotti
  - N. j. costaricensis
  - N. j. lambi
  - N. j. mexicanus
- Riesentagschläfer (Nyctibius grandis)
- Urutau-Tagschläfer (Nyctibius griseus)
  - N. g. griseus
  - N. g. panamensis
- Weißflügel-Tagschläfer (Nyctibius leucopterus)